# Henk Barendregt
Hendrik Pieter (Henk) Barendregt (Amsterdam, 1947) is emeritus hoogleraar aan de Radboud Universiteit Nijmegen met leeropdracht "Grondslagen van de wiskunde en informatica" en voormalig adjunct-hoogleraar aan de Carnegie Mellon University in Pittsburgh Pennsylvania. 
Aan de Universiteit Utrecht behaalde Barendregt in 1968 zijn doctoraalexamen (cum laude) in de wiskundige logica. Hij promoveerde (eveneens cum laude) drie jaar later bij Dirk van Dalen en Georg Kreisel. Na een postdoctoraal aan de Stanford-universiteit bekleedde hij functies aan de Universiteit Utrecht en een gasthoogleraarschap in Darmstadt, Zürich, Siena en Kioto. Barendregt is bekend van verhandelingen over lambdacalculus en typetheorie, met name zijn The Lambda Calculus: Its Syntax and Semantics (1984), dat geldt als het standaardwerk op dit gebied. Sinds 1986 is hij hoogleraar aan de Radboud Universiteit in Nijmegen, waar hij zich in teamverband met constructieve interactieve wiskunde bezighoudt.
Prof. dr. Henk Barendregt werd in 1997 benoemd tot lid van de Koninklijke Nederlandse Akademie van Wetenschappen. In 2002 werd hij Ridder in de Orde van de Nederlandse Leeuw. Barendregt ontving op 6 februari 2003 de Spinozaprijs 2002, de hoogste prijs voor wetenschappelijk onderzoek in Nederland. In 2012 werd hem de Distinguished Lorentz Fellowship toegekend.
Hij is een zoon van de psycholoog Johan Barendregt (1924-1982).
Henk Barendregt is een vooraanstaand boeddhist en vipassanaleraar.